# ادبیات گمانه‌زن
ادبیات داستانی گمانه‌زن (به انگلیسی: Speculative fiction) دسته‌ای وسیع از ادبیات داستانی است که شامل ژانرهایی با عناصری است که در واقعیت، تاریخ ثبت شده، طبیعت یا دنیای کنونی وجود ندارند. چنین داستانی موضوعات مختلفی را در زمینه‌های فراطبیعی، مربوط به آینده و دیگر حوزه‌های تخیلی پوشش می‌دهد. ژانرهای زیر این دسته شامل، اما نه محدود به، علمی-تخیلی، فانتزی، ترسناک، ادبیات داستانی ابرقهرمانی، تاریخ جایگزین، ادبیات داستانی اتوپیایی و دیستوپیایی، و ادبیات داستانی فراطبیعی، و همچنین ترکیبی از آن‌ها (به عنوان مثال، فانتزی علمی-تخیلی) می‌شود.

## تاریخچه
اغلب همه‌گیری عبارت اصلی را به رابرت هاین‌لاین و مقاله‌اش با عنوان در نگارش ادبیات گمانه‌زن (۱۹۸۴) نسبت می‌دهند. هاین‌لاین در این مقاله این عبارت را به عنوان معادل علمی-تخیلی به کار برد. هاین‌لاین بعداً گفت که این عبارت در مقاله به فانتزی اشاره نداشته‌است. هر چند ممکن است هاین‌لاین شخصاً به این ترکیب رسیده باشد، اما نخستین کاربرد ثبت شدهٔ این عبارت به سال ۱۸۸۹ باز می‌گردد.